# U-656
U-656 (s polnim nazivom Unterseeboot 656) je bila nemška podmornica druge svetovne vojne.
U-656 je bila dizelska podmornica razreda VIIC, ki je bila naročena 9. oktobra 1939. Izdelovati so jo začeli 4. septembra 1940 v 805. doku podjetja Howaldtswerke v Hamburgu. Podmornica je bila splovljena 8. julija 1941, v uporabo pa je bila predana 5. Unterseebootflottille 17. septembra istega leta. 
Prva naloga podmornice je bila šolanje podmorničarjev, nalogo pa je podmornica opravljala od splovitve do decembra 1941. V operativno uporabo je bila dodeljena 1. januarja 1942 v sklopu 1. Unterseebootflottille, poveljnik podmornice pa je postal Ernst Kröning.
U-656 je na prvo patruljo odplula iz Kiela 15. januarja 1942, 28. januarja pa se je s patrulje vrnila v francosko pristanišče Brest. Na drugo in zadnjo patruljo je U-656 odplula iz Bresta 4. februarja 1942. 1. marca 1942 jo je v severnem Atlantiku, južno od rta Race v kanadskih vodah opazilo protipodmorniško letalo ameriške vojne mornarice Lockheed Hudson iz patruljnega skvadrona VP-82. Podmornica je bila zadeta in se je potopila. Tako je postala prva nemška podmornica v drugi svetovni vojni, ki so jo potopile Združene države Amerike.

## Poveljniki
| Poveljniki |                                   |               |                                    |
| Št.        | Čin                               | Ime           | Poveljstvo                         |
| 1.         | Kapitanporočnik (Kapitänleutnant) | Ernst Kröning | 17. september 1941 - 1. marec 1942 |

## Tehnični podatki
| Kategorije                                    | Podatki                       |
| --------------------------------------------- | ----------------------------- |
| Teža (t): na površju pod površjem polna Teža  | 769 871 1.070                 |
| Dolžina (m) - tlačni trup (m)                 | 67,10 - 50,50                 |
| Širina (m) - tlačni trup (m)                  | 6,20 - 4,70                   |
| Izpodriv (m)                                  | 4,74                          |
| Višina (m)                                    | 9,6                           |
| Moč (hp): na površju pod podvršjem            | 3.200 750                     |
| Hitrost (vozlov): na površju pod podvršjem    | 17,7 7,6                      |
| Doseg (milja/vozel): na površju pod podvršjem | 8.500/10 80/4                 |
| Torpeda/Torpedne cevi                         | 14/5 (4 na premcu, 1 na krmi) |
| Krovni top (mm)                               | 88                            |
| Mine                                          | 26 TMA                        |
| Posadka                                       | 44-52                         |
| Maksimalni potop (m)                          | 220                           |